# الرجل ذو المعطف الأحمر (كتاب)
الرجل ذو المعطف الأحمر (بالإنجليزية: The Man in the Red Coat)‏ هي كتاب للكاتب الإنجليزي جوليان بارنز، نشرت عام 2019، عن دار نشر جوناثان كيب. 